# Deborah Müller

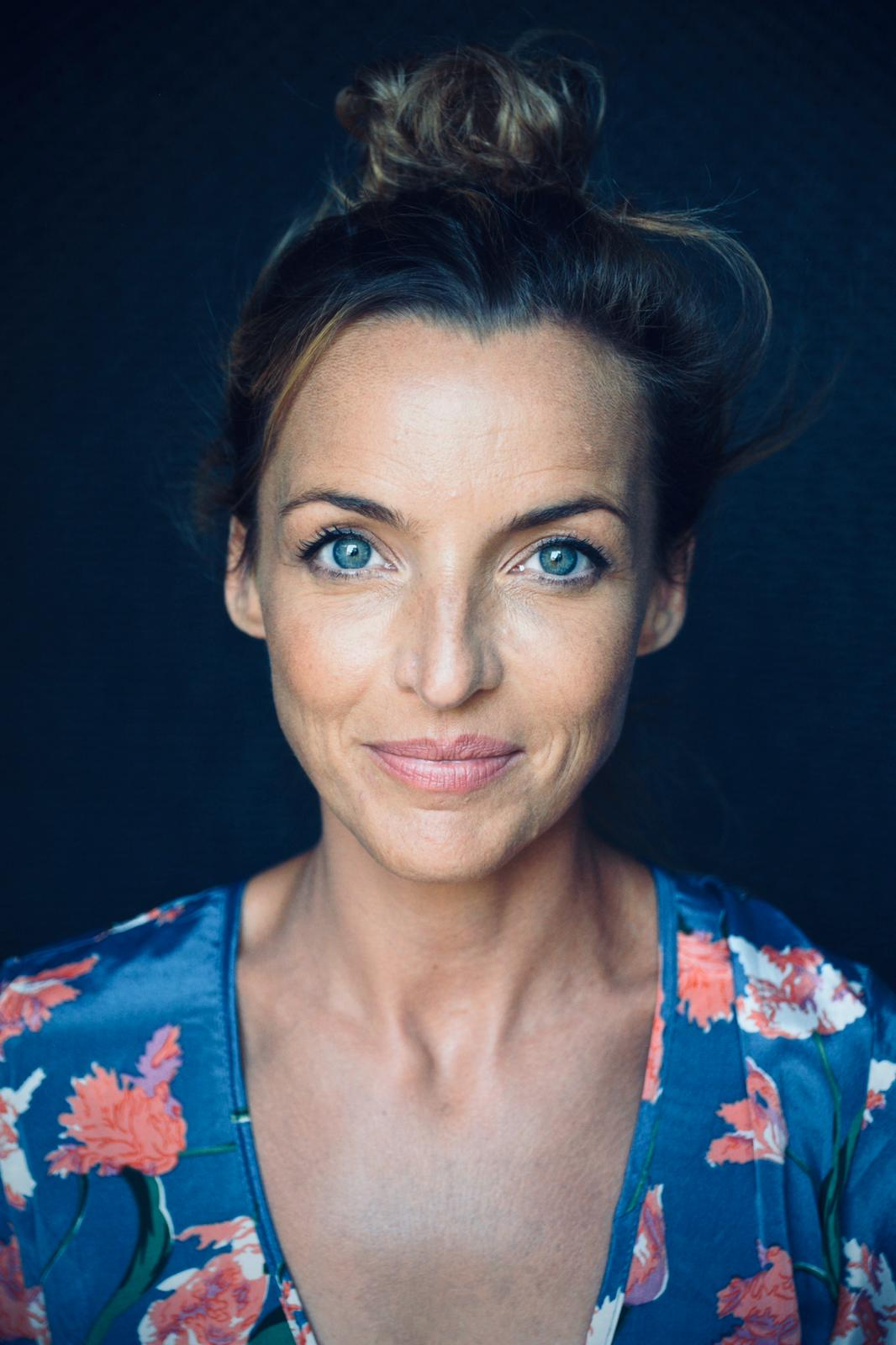
Deborah Müller (2019)

Deborah Müller (* 1982 in Meran, Südtirol) ist eine deutsch-italienische Schauspielerin.

## Leben
Deborah Müller wuchs in Lana in Südtirol als Tochter des Kunstmalers Ernst Müller auf. Nach ihrer Ausbildung zur Sozialbetreuerin arbeitete Müller einige Jahre lang als Altenpflegerin und Behindertenbetreuerin.
Von 2006 bis 2009 absolvierte sie an der Neue Münchener Schauspielschule in München eine professionelle Schauspielausbildung. Seit 2010 ist sie als Theater- wie auch als Filmschauspielerin tätig. Im Oktober 2015 war Müller in zwei Folgen der ARD-Telenovela Sturm der Liebe in der Gastrolle Nadine Breuer zu sehen. Von August 2020 (Folge 3428) bis April 2022 (Folge 3811) bekleidete sie mit Cornelia „Lia“ Holle eine neue Hauptrolle in derselben Serie.
Deborah Müller hat eine Tochter (* 2003) und lebt in München. Neben ihrer Muttersprache Deutsch spricht sie auch Italienisch und Englisch.

## Filmografie
- 2010: Anaphora (Kurzfilm)
- 2011: ProSieben Funny Movie – Rookie – Fast platt
- 2013: Beinahe Negativ (Spielfilm)
- 2014: Weißblaue Geschichten (Fernsehserie, 1 Folge)
- 2015: SOKO München (Fernsehserie, 1 Folge)
- 2015–2023: Die Rosenheim-Cops (Fernsehserie, 3 Folgen, verschiedene Rollen)
- 2015: Sturm der Liebe (Fernsehserie, 2 Folgen als Nadine Breuer)
- 2016: Landkrimi – Endabrechnung (Fernsehreihe)
- 2017: Hubert und Staller (Fernsehserie, 1 Folge)
- 2018: Die Bergretter (Fernsehserie, 1 Folge)
- 2018: Terra X – Albrecht Dürer Superstar (Fernsehreihe)
- 2018: Der Geschichtensammler (Kurzfilm)
- 2019: Nicht dein Ernst!
- 2020–2022: Sturm der Liebe (Fernsehserie, 383 Folgen als Lia Holle)
- 2022: Aktenzeichen XY … ungelöst (Fernsehreihe, 1 Folge)
- 2022: Marie fängt Feuer (Fernsehreihe, 1 Folge)
- 2023: Shopping Queen (Doku-Soap, 1 Folge)
- 2024: Die Fallers (Fernsehserie, 2 Folgen)
- 2024: Watzmann ermittelt (Fernsehserie, 1 Folge)

## Theater (Auswahl)
- 2010: Die Goldspinner
- 2010: Das erste Mal
- 2011: Was ihr wollt
- 2012: Anatol
- 2012: Third Floor
- 2013: Doig
- 2013: Der Seelenbrecher
- 2014: Erdbeeren in Januar
- 2015: Monolog Emma’s Glück
- 2016: Vater
- 2016: Die Feuerzangenbowle
- 2017–2018: Monsieur Claude und seine Töchter
- 2018: Wie du mir, so ich dir
- 2019: Die Präsidenten
- 2019: Was dem einen recht ist

## Nominierungen
- 2009: Lore Brenner Preis
- 2012: Breakout Action Star Female Short Film „Anaphora“ – „Action on Film Festival“ in Kalifornien
- 2014: beste HP im Film Beinahe Negativ – „Portsmounth International Film Festival“ in London